# Приокская (платформа)
Прио́кская (до 1964 — Свинская) — железнодорожная платформа Курского направления Московской железной дороги. Расположена в Заокском районе Тульской области.

## История
Полустанок Свинская был открыт на Московско-Курской железной дороге в 1867 году. Своё название он получил от деревни, в непосредственной близости от которой он располагался. В то время эта местность относилась к Алексинскому уезду Тульской губернии. Художественно раскрашенная фотография полустанка была включена в Альбом видов Московско-Курской железной дороги, выпущенный в 1885 году. На ней видна плотина пруда, построенная на речке Казановке при строительстве железной дороги. Русло речки проходит в трубе под железнодорожной насыпью. На берегу пруда была построена кирпичная баня для рабочих. Также на фотографии видна водонапорная башня, использовавшаяся для экипировки паровозов водой. Здание бани и водонапорная башня в полуразрушенном виде сохранились до наших дней.
В 1964 году неблагозвучное название поменяли на Приокская, такое же название получил и пристанционный посёлок.
В советское время и в начале 90-х годов помимо главных путей, имелось два приёмоотправочных пути и тупик. Использовались две боковые платформы (ныне демонтированы), соединенные настилом. На станции были зал ожидания и билетная касса, располагавшиеся сначала в деревянном здании, затем в новом кирпичном, в настоящее время закрытом.

## География
На северо-западе от платформы находится посёлок Приокский, а на юго-востоке деревня Свинская. В посёлке расположен Детский бронхолегочный санаторий № 19 Департамента здравоохранения города Москвы. Со стороны посёлка к переезду примыкает асфальтированная автомобильная дорога, ведущая до шоссе, соединяющего трассу M2 М2 Крым в селе Липицы с деревнями Лукьяново, Подмоклово и Ланьшино Серпуховского района Московской области и далее с населёнными пунктами Заокского района Тульской области вплоть до самого посёлка Заокский.
Вблизи платформы находятся деревни Прокшино, Паршино, СНТ «Лесные дали», «Дружба», «Приокское» (не следует путать с одноимённым посёлком поблизости).

## Деятельность
Состоит из одной островной платформы, расположенной между двумя главными путями. У северного конца для прохода к платформе через пути уложен настил. У южного конца платформы находится переезд, оборудованный барьерами-автоматами. На переезде работает дежурный, режим работы переезда: 8:00 — 20:00.
На платформе останавливаются большая часть поездов пригородного сообщения следующих через станцию. Основные маршруты следования пригородных поездов: из Тулы в Москву и в обратном направлении.

## Происшествия
7 августа 2015 года на переезде у платформы произошла авария: пассажирский поезд столкнулся с фурой, перевозившей стройматериалы. У локомотива ЧС2Т-1006 была повреждена правая часть кабины. Жертв нет. Водитель транспортного средства получил телесные повреждения. Переезд закрывался для движения автомобилей, проводились работы по улучшению подъезда со стороны деревни Свинская.